# Andalucía-Cajasur/2007
Deze pagina geeft een overzicht van de wielerploeg Andalucía-Cajasur in 2007.

## Samenstelling
| Naam                    | Geboortedatum | Nationaliteit | Ploeg 2006           |
| ----------------------- | ------------- | ------------- | -------------------- |
| Juan Carlos Cariñena    | 24-01-1980    | Spanje        | Neoprof              |
| José Luis Carrasco      | 27-04-1982    | Spanje        | Caisse d'Epargne     |
| Claudio Casas           | 25-02-1982    | Spanje        | Comunidad Valenciana |
| Jorge Ferrío            | 24-08-1976    | Spanje        | 3 Molinos Resort     |
| Francisco José Lara     | 25-02-1977    | Spanje        |                      |
| José Antonio Lopez      | 11-07-1976    | Spanje        | Kaiku                |
| Francisco Jose Martinez | 14-05-1983    | Spanje        |                      |
| Antonio Olmo            | 19-08-1982    | Spanje        | Neoprof              |
| Juan Olmo               | 06-03-1978    | Spanje        |                      |
| Manuel Ortega Ocaña     | 07-071981     | Spanje        |                      |
| Luis Pérez Rodríguez    | 16-06-1974    | Spanje        | Cofidis              |
| Luis Pérez Romero       | 25-12-1980    | Spanje        |                      |
| Jesus Rosendo           | 16-03-1982    | Spanje        | Neoprof              |
| Jose Ruiz               | 19-10-1980    | Spanje        |                      |
| Manuel Vázquez          | 31-03-1981    | Spanje        |                      |

## Transfers
| Nieuwkomers          | Ploeg 2006                     | Vertrekkers           | Ploeg 2007     |
| -------------------- | ------------------------------ | --------------------- | -------------- |
| Claudio Casas        | Comunidad Valenciana           | Francisco Cabello     | Einde carrière |
| José Luis Carrasco   | Caisse d'Epargne-Illes Balears | Angel Edo             | Vitoria-ASC    |
| Jorge Ferrío         | 3 Molinos Resort               | Adolfo García Quesada | Onbekend       |
| José Antonio Lopez   | Kaiku                          | Efraín Gutiérrez      | Onbekend       |
| Jesus Rosendo        | Neoprof                        | Pedro Luis Marichalar | Onbekend       |
| Juan Carlos Cariñena | Neoprof                        | Jaume Rovira          | Onbekend       |
| Luis Pérez Rodríguez | Cofidis                        | Mario Sanchez         | Onbekend       |
| Antonio Olmo         | Neoprof                        |                       |                |
| Javier Chacón        | Vanaf 2e seizoenshelft         |                       |                |

2005 · 2006 · 2007 · 2008 · 2009 · 2010 · 2011 · 2012 · 2013